# Aspelt
Aspelt (Luxemburgs: Uespelt) is een plaats in de gemeente Frisange en het Kanton Esch in Luxemburg. De plaats heeft 970 inwoners (2005).